# NGC 3621
NGC 3621 هي مجرة تتبع كوكبة الشجاع. اكتشفها ويليام هيرشل في 17 فبراير 1790.

## روابط خارجية
- NGC 3621 على موقع ويكي سكاي: DSS2, SDSS, GALEX, IRAS, Hydrogen α, X-Ray, Astrophoto, Sky Map, Articles and images